# José Fernando Ramírez
Pour les articles homonymes, voir Ramírez.
José Fernando Ramírez (5 mai 1804, Chihuahua, Mexique - 4 mars 1871, Bonn, Allemagne) était un homme d'État mexicain, qui fut président du Conseil des ministres pendant le gouvernement monarchique mexicain de Maximilien Ier, ou Empire mexicain,.